# Café de los Catalanes
El Café de los Catalanes fue un café ubicado en el casco histórico de Buenos Aires. Abrió el 2 de enero de 1799, en una Buenos Aires colonial, capital del Virreinato del Río de la Plata, en la esquina de las actuales calles San Martín y Perón. 
Según algunas fuentes, fue el primer café de Buenos Aires.
Su dueño era el italiano Miguel Delfino, originario de la Liguria. Tras su muerte, pasó a manos del también italiano Francisco Migoni, que hacia 1856 lo refaccionó y le dio nuevo impulso. Cerró en 1873, 74 años después de su apertura.
En el Café de los Catalanes era habitual que se reunieran los partidarios de Cornelio Saavedra, por lo que existía cierta rivalidad con el Café de Marco, en la esquina de las actuales Bolívar y Alsina, donde se reunían los partidarios de Mariano Moreno.
La especialidad del Café de los Catalanes era el café con leche con una medida de azúcar, en grandes tazones, junto a tostadas con manteca y azúcar. También se servía té, chocolate y horchatas.
Su entrada era por la esquina, a través de una puerta protegida por una lona. Tenía dos grandes ventanas, una a cada calle.
Era menos concurrido que el Café de Marco.